# سانتانوبوليس
سانتانوبوليس (بالبرتغالية: Santanópolis‏)؛ بلدية في ولاية باهيا في المنطقة الشمالية الشرقية من البرازيل.